# Central European Journal of Mathematics
Central European Journal of Mathematics is een internationaal, aan collegiale toetsing onderworpen wetenschappelijk tijdschrift op het gebied van de wiskunde. De naam wordt in literatuurverwijzingen meestal afgekort tot Cent. Eur. J. Math. Het wordt uitgegeven door de uitgeverij Versita in samenwerking met Springer Science+Business Media. Het tijdschrift verschijnt maandelijks; het eerste nummer verscheen in 2003. Van 2004 tot 2009 was Grigory Margulis hoofdredacteur; hij werd opgevolgd door Fedor Bogomolov.